# Estación de Bad Ragaz
La estación de Bad Ragaz es la principal estación ferroviaria de la comuna suiza de Bad Ragaz, en el Cantón de San Galo.

## Historia y ubicación
La estación de Bad Ragaz fue inaugurada en 1858 con la apertura del tramo Ziegelbrücke - Sargans de la línea férrea Ziegelbrücke - Chur por parte del Vereinigte Schweizerbahnen (VSB). En 1875 se puso en servicio el actual edificio de viajeros. La compañía pasaría a ser absorbida por los SBB-CFF-FFS.
La estación se encuentra ubicada en el norte del núcleo urbano de Bad Ragaz. Cuenta con un único andén central, al que acceden dos vías pasantes, a las que hay que sumar dos vías muertas.
En términos ferroviarios, la estación se sitúa en la línea Ziegelbrücke - Chur. Sus dependencias ferroviarias colaterales son la estación de Sargans hacia Ziegelbrücke y la estación de Maienfeld hacia Chur.

## Servicios ferroviarios
Los servicios ferroviarios de esta estación están prestados por SBB-CFF-FFS:

### Larga distancia y regionales
- EC Hamburgo - Bremen - Diepholz - Osnabrück - Münster - Dortmund - Bochum - Essen - Duisburg - Düsseldorf - Colonia - Bonn - Coblenza - Maguncia - Mannheim - Karlsruhe - Baden-Baden - Friburgo de Brisgovia - Basilea SBB - Zúrich - Thalwil - Wädenswil - Pfäffikon SZ - Ziegelbrücke - Sargans - Bad Ragaz - Landquart - Chur.
- EC Bruselas Sur - Ottignies - Gembloux - Namur - Ciney - Marloie - Jemelle - Libramont -	Marbehan - Arlon - Luxemburgo - Thionville - Metz - Estrasburgo - Sélestat - Colmar - Mulhouse - Basilea SBB - Zúrich - Thalwil - Wädenswil - Pfäffikon SZ - Ziegelbrücke - Sargans - Bad Ragaz - Landquart - Chur.
- IR Basilea SBB - Zúrich - Thalwil - Wädenswil - Pfäffikon SZ - Ziegelbrücke - Sargans - Bad Ragaz - Landquart - Chur.
- IR Basilea SBB - Liestal - Sissach - Aarau - Lenzburg - Zúrich - Thalwil - Wädenswil - Pfäffikon SZ - Ziegelbrücke - Sargans - Bad Ragaz - Landquart - Chur.

### Regionales
- RE Rheintal Express San Galo - Rorschach - St. Margrethen - Buchs - Altstätten - Sargans - Bad Ragaz - Landquart - Chur.
- R Ziegelbrücke - Sargans - Bad Ragaz - Landquart - Chur.